# 小行星2436
小行星2436（2436 Hatshepsut）是一颗围绕太阳公转的小行星。1960年9月24日，C. J. 万·豪敦、I. 万·豪敦-格勒内费尔德、T. 赫雷爾斯在帕洛马山发现了此天体。它名字来自于古埃及法老哈特谢普苏特。
該小行星以古埃及女法老哈特謝普蘇特命名。
这颗小行星的绝对星等为292.5611427475803等。